# Розинська Поліна Костянтинівна
Поліна Костянтинівна Розинська (* 15 (28) серпня 1912, с. Велика Лепетиха Херсонської губернії — 3 вересня 2010, Ізраїль) — діяч музичної культури Республіки Саха (Якутії). Заслужена артистка РРФСР (1962), Народна артистка Якутської АРСР (1962).

## Біографія
Народилася 15 (28) серпня 1912 року в селі Велика Лепетиха (нині смт у Херсонській області, в Україні).
В 1926–1930 роках навчалася в музично-профспілкової школі в Херсоні.
У 1931 році вступила на робітфак МГК імені П. І. Чайковського в клас викладача В. І. Брюханова і з відзнакою закінчила його 1934 року.
У 1934–1940 роках навчалася на фортепіанному факультеті цієї ж консерваторії в класі В. А. Шацкес.
За розподілом приїхала до Якутії і була призначена концертмейстером Якутського національного драматичного театру і вся її подальша творча діяльність була пов'язана з провідними творчими установами — театром, Телерадіокомітетом, Музичним училищем та Республіканською дитячої музичною школою. Брала безпосередню участь у здійсненні всіх постановок національних опер того періоду (1940–1987).
У 1946–1950 роках працювала в Республіканській дитячій музичній школі та в музичній Театрі-студії (1945–1948).
У 1948–1987 роках поєднувала основну роботу в музично-драматичному театрі з педагогічною в Якутському музичному училищі, де 8 років очолювала відділення фортепіано. Її учнями були багато відомих нині в Якутії викладачів та діячів музичної культури.
У 2008 році виїхала до Ізраїлю, де до цього часу жила її дочка і син зі своїми сім'ями.
Померла 3 вересня 2010 року в Ізраїлі.